# Jayadevî
Jayadevî est une reine du Cambodge, et la fille de Jayavarman Ier. 
Elle succéda directement semble-t-il à son père. On trouve des inscriptions la concernant dans la région d'Angkor, lui donnant des titres supérieurs à ses prédécesseurs. Elle meurt à une date inconnue qui marque le début de l'éclatement du royaume du Jenla (ou Zhen-La ou Chen-la). 